# Władimir Todorow
Władimir Todorow Nikołow (bułg. Владимир Тодоров Николов, ur. 30 sierpnia 1925 we wsi Mokren w obwodzie Sliwen, zm. 23 grudnia 2012 w Sofii) – bułgarski funkcjonariusz służb bezpieczeństwa KDS, generał porucznik.

## Życiorys
Uczył się w gimnazjum w mieście Koteł, wstąpił do młodzieżowej organizacji faszystowskiej "Brannik", z którą jednak wkrótce zerwał, wiążąc się z ruchem komunistycznym. Od 1943 członek Związku Młodzieży Robotniczej, bojownik oddziału komunistycznej partyzantki, w listopadzie 1943 aresztowany i skazany na 15 lat więzienia, uwolniony z więzienia w Sliwenie po 9 września 1944. Po zwolnieniu skończył szkołę średnią i działał w Związku Młodzieży Robotniczej, w 1945 został członkiem BPK, w lutym 1947 wstąpił do KDS w Burgasie. Początkowo wywiadowca, od maja 1948 do 1949 szef grupy do walki z "bandytyzmem politycznym", potem funkcjonariusz Wydziału I (Walka z Kontrrewolucją) Dyrekcji Bezpieczeństwa Państwowego Głównego Zarządu NM Ministerstwa Spraw Wewnętrznych Bułgarii, inspektor, a od 27 listopada 1951 główny inspektor. Od 1 czerwca 1951 kapitan, od 26 lutego 1952 major, od grudnia 1951 do 1959 zastępca szefa Okręgowego Zarządu MSW w mieście Stalin/Warna z przerwą 1952-1953, gdy przebywał na szkoleniu w Wyższej Szkole MGB ZSRR/MWD ZSRR w Moskwie, 3 maja 1956 awansowany na podpułkownika.
Od 11 lutego 1959 do 16 listopada 1961 szef Okręgowego Zarządu MSW w mieście Tołbuchin (obecnie Dobricz), 29 kwietnia 1961 mianowany pułkownikiem, 196-1964 słuchacz Wyższej Szkoły Partyjnej przy KC KPZR w Moskwie, od 16 sierpnia 1964 do lipca 1965 zastępca szefa Okręgowego Zarządu MSW w Warnie, od lipca do 9 września 1965 zastępca szefa Okręgowego Zarządu KDS w Warnie. Od 9 września 1965 do 1 września 1966 w rezerwie, następnie 1966-1968 szef Wydziału IV Zarządu I KDS przy Radzie Ministrów Ludowej Republiki Bułgarii, od 1968 do lutego 1969 rezydent KDS we Frankfurcie nad Menem, 1969-1972 rezydent MSW Bułgarii we Frankfurcie nad Menem jako rzekomy kierownik służby konsularnej i potem zastępca przedstawiciela handlowego Bułgarii w RFN. Od 31 lipca 1972 do 1977 zastępca szefa Pierwszego Głównego Zarządu Bezpieczeństwa Państwowego MSW Bułgarii, 8 września 1976 mianowany generałem majorem, 1977-1986 I zastępca szefa Pierwszego Głównego Zarządu Bezpieczeństwa Państwowego MSW Bułgarii, a od 14 lipca 1986 do 7 lutego 1990 szef tego zarządu, od 6 września 1985 w stopniu generała porucznika.
W 1990 przeniósł się do ZSRR, w tym czasie został oskarżony przez Wojskową Prokuraturę Bułgarii o zniszczenie dokumentów operacyjnych KDS po zabójstwie w Londynie w 1978 dysydenta Georgi Markowa. 7 listopada 1991 wrócił do Bułgarii, 19 czerwca 1992 został uznany winnym i skazany na 14 miesięcy więzienia, Karę odbywał w więzieniu w Sofii, skąd został zwolniony w marcu 1993.

## Odznaczenia
- Order 9 września 1944 I klasy (17 września 1984)
- Order 9 września 1944 II klasy (15 maja 1976)
- Order Ludowej Republiki Bułgarii (trzykrotnie - 29 sierpnia 1975, 17 kwietnia 1986 i 2 czerwca 1989)
- Order Za Zasługi Bojowe (1954)

I inne.